# Bassus relativus
Bassus relativus är en stekelart som först beskrevs av Bhat och Gupta 1977.  Bassus relativus ingår i släktet Bassus och familjen bracksteklar. Inga underarter finns listade.